# Arrondissement Colmar
Das Arrondissement Colmar war ein Verwaltungsbezirk im Département Haut-Rhin in der französischen Region Elsass. Verwaltungssitz war Colmar. Das Arrondissement hatte zuletzt 148.444 Einwohner (Stand 1. Januar 2012) auf einer Fläche von 665,59 km². Am 1. Januar 2015 wurde es mit dem Arrondissement Ribeauvillé zum neuen Arrondissement Colmar-Ribeauvillé zusammengeschlossen.

## Geschichte
Am 4. März 1790 wurde mit der Gründung des Départements Haut-Rhin auch ein "Distrikt Colmar" gegründet, der zu dem Zeitpunkt auch das Gebiet der Arrondissements Ribeauvillé und Guebwiller mit umfasste. Am 17. Februar 1800 wurde daraus das Arrondissement Colmar gegründet.
Seit 18. Mai 1871 gehörte das heutige Gebiet als Kreis Colmar im Bezirk Oberelsass zum Reichsland Elsass-Lothringen. Der Kreis umfasste damals 664 km² und hatte 1885 81.438 Einwohner.
Im Zuge der Wiedereingliederung des Elsass nach Frankreich am 28. Juni 1919 (Vertrag von Versailles) lebte das Arrondissement Colmar in zweifacher Hinsicht wieder auf. Es wurde ein Arrondissement "Colmar-Ville" und ein Arrondissement "Colmar-Campagne" eingerichtet.
1934 wurde es wieder zu einem Arrondissement vereinigt.
Siehe auch Geschichte Département Haut-Rhin.

## Geografie
Das Arrondissement grenzte im Norden an das Arrondissement Ribeauvillé sowie das Arrondissement Sélestat-Erstein im Département Bas-Rhin, im Osten an Deutschland mit dem Regierungsbezirk Freiburg (Baden-Württemberg), im Süden an das Arrondissement Guebwiller und im Westen an die Arrondissements Épinal und Saint-Dié-des-Vosges im Département Vosges (Lothringen).

## Kantone

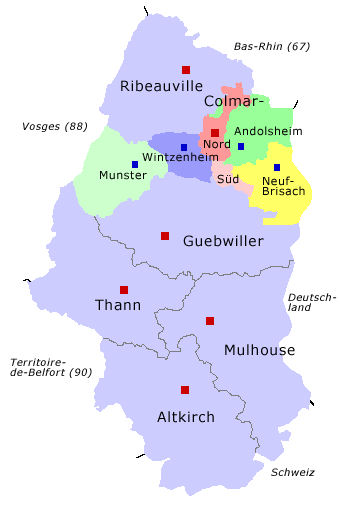
Karte des Arrondissements Colmar und Lage im Département Haut-Rhin

Im Arrondissement untergliederte lagen sechs Wahlkreise (Kantone):
- Kanton Andolsheim
- Kanton Colmar-Nord
- Kanton Colmar-Sud
- Kanton Munster
- Kanton Neuf-Brisach
- Kanton Wintzenheim

Siehe auch: Liste der Kantone im Département Haut-Rhin

## Gemeinden
Die größten Gemeinden des Arrondissements waren (>5.000 Einwohner (1999)):
- Colmar (65.136)
- Wintzenheim (7.180)
- Horbourg-Wihr (5.060)

Vor der Auflösung bestanden die folgenden 62 Gemeinden:
- Algolsheim
- Andolsheim
- Appenwihr
- Artzenheim
- Balgau
- Baltzenheim
- Biesheim
- Bischwihr
- Breitenbach-Haut-Rhin
- Colmar
- Dessenheim
- Durrenentzen
- Eguisheim
- Eschbach-au-Val
- Fortschwihr
- Geiswasser
- Griesbach-au-Val
- Grussenheim
- Gunsbach
- Heiteren
- Herrlisheim-près-Colmar
- Hettenschlag
- Hohrod
- Holtzwihr
- Horbourg-Wihr
- Houssen
- Husseren-les-Châteaux
- Jebsheim
- Kunheim
- Logelheim
- Luttenbach-près-Munster
- Metzeral
- Mittlach
- Muhlbach-sur-Munster
- Munster
- Muntzenheim
- Nambsheim
- Neuf-Brisach
- Obermorschwihr
- Obersaasheim
- Riedwihr
- Sainte-Croix-en-Plaine
- Sondernach
- Soultzbach-les-Bains
- Soultzeren
- Stosswihr
- Sundhoffen
- Turckheim
- Urschenheim
- Vœgtlinshoffen
- Vogelgrun
- Volgelsheim
- Walbach
- Wasserbourg
- Weckolsheim
- Wettolsheim
- Wickerschwihr
- Widensolen
- Wihr-au-Val
- Wintzenheim
- Wolfgantzen
- Zimmerbach